# Labastide-Dénat
Labastide-Dénat – miejscowość i dawna gmina we Francji, w regionie Oksytania, w departamencie Tarn. W 2013 roku populacja gminy wynosiła 380 mieszkańców. 
1 stycznia 2017 roku połączono dwie wcześniejsze gminy: Labastide-Dénat oraz Puygouzon. Siedzibą nowej gminy została miejscowość Puygouzon, a gmina przyjęła jej nazwę. 